# مات داف
مات داف (بالإنجليزية: Matt Duff)‏ هو لاعب كرة قاعدة أمريكي، ولد في 6 أكتوبر 1974 في كلاركسديل في الولايات المتحدة.